# Travis Hill
Travis Hill (bijnaam "Trumpet Black") (ca. 1986 - Tokio, 4 mei 2015), was een Amerikaanse jazz-trompettist, zanger en componist.
Hill, een kleinzoon van rhythm & blues-musicus Jessie Hill en neef van Trombone Shorty, was afkomstig uit New Orleans. Hij bezocht het Louis Armstrong Jazz Camp en speelde in de eerste groep van zijn neef, New Birth Brass Band en Lil Rascal Brass Band. In 2002 ging hij voor 9 jaar de gevangenis in vanwege een gewapende overval. Na zijn vrijlating in 2011 was hij lid van de band van een andere neef, Glen David Andrews en speelde hij met de New Birth Brass Band, Hot 8 Brass Band, de groep Treme Funktet van Corey Henry en de New Breed Brass Band van neef Jenard Andrews. Ook begon hij een eigen groep, Trumpet Black and the Heart Attacks. 
Eind 2014 was Hill begonnen met opnames voor een album, dat 'The New Beginning' zou heten. De meeste van de 7 nummers waren eigen composities. In zijn muziek ging Hill de richting van de funk op. 

## Overlijden
Hill was in Japan voor een serie concerten met Japanse musici. Na een behandeling aan een tand in New Orleans, kreeg hij een infectie waardoor hij moeite had met slikken en koorts had. Hij werd in Tokyo in allerijl naar het ziekenhuis gebracht, waar hij kort daarop overleed aan een hartstilstand.